# Edmondo Savelli
Edmondo Savelli (Firenze, 5 settembre 1916 – Chieti, 18 luglio 2008) è stato un pittore e affreschista italiano.

## Biografia
Edmondo (Edo) Savelli nacque a Firenze il 5 settembre 1916 da una famiglia piccolo-borghese di origini romagnole, ultimo di tre figli. Il primo dipinto conosciuto è del 1930 e rappresenta il "Ponte del Calderaio" a Fiesole.  Frequentò l'Istituto d'Arte di Porta Romana a Firenze, diplomandosi a pieni voti nel 1936, allievo prima e poi assistente di Gianni Vagnetti, Ottone Rosai, Primo Conti. Iniziò giovanissimo una intensa attività di pittore e affreschista, campo, quest'ultimo, in cui ebbe numerosi incarichi in varie città italiane.
Artista di solidissime basi tecniche e culturali di tradizione classica, negli anni successivi passò attraverso svariate sperimentazioni pittoriche con assoluta libertà di pensiero, senza mai piegarsi a facili mode. L'esperienza della Seconda Guerra Mondiale e la lunga prigionia in Nord Africa e in poi in India interruppero la sua carriera segnandolo profondamente, ma fornendogli anche nuovi spunti per le sue opere, in cui l'iniziale descrittivismo viene gradualmente superato con originalissime soluzioni. Nel 1943 ricevette l'invito alla Biennale di Venezia mentre era prigioniero in India, invito rinnovato nel 1948.
Dopo la fine del conflitto riprese la sua attività con lusinghieri consensi. Nel 1951, tra l'altro, venne invitato all'Esposizione "CINQUANTE PEINTRES ITALIENS D'AUJOURD'HUI" A Parigi, insieme ad artisti come Guttuso, Purificato, Sassu. Si dedicò all'insegnamento di Decorazione Pittorica e Storia dell'Arte presso gli Istituti d'Arte di Volterra, Macerata (parentesi di un anno), di nuovo Volterra e Chieti, dove si trasferì definitivamente nel 1961. Continuò a dipingere, ad esporre e a realizzare affreschi in tutta Italia, senza però dimenticare mai le sue radici toscane, regione in cui tornava spesso. Numerose sue opere sono in collezioni private.
Concluse la sua lunga esistenza il 18 luglio 2008 nella città abruzzese.

## Opere
- 1937 - Grande affresco di 12 metri per il Teatro della Casa della Gioventù Italiana del Littorio a Firenze (edificio in Piazza Beccaria demolito nel 1976. L'affresco è perduto, ma rimangono bozzetti e disegni preparatori).
- 1939 - Mosaico (metri 6 x 4) per il Teatro delle Arti a Roma.
- 1940 - Affresco (metri 6 x 3) per l'Aula Magna dell'Istituto d'Arte di Volterra Archiviato il 22 febbraio 2018 in Internet Archive.